# Международный конкурс пианистов имени Капелла
Международный конкурс пианистов имени Уильяма Капелла (англ. William Kapell International Piano Competition & Festival) — конкурс академических пианистов, проходящий в США в память о выдающемся американском пианисте Уильяме Капелле.
Впервые был проведён в 1971 г. и до 1990 г. проходил ежегодно, затем до 1998 г. раз в два года. После пятилетнего перерыва в 2003 г. возобновлён как проходящий каждые четыре года.
В 1985 году специально для конкурса Джон Кейдж написал произведение «ASLSP».

## Лауреаты конкурса
| 1971 | Марк Уэсткотт (США)                 |
| 1972 | Эллен Вассерман (США)               |
| 1973 | Петер Такач (Румыния)               |
| 1974 | Тибор Сас (Венгрия)                 |
| 1975 | Сантьяго Родригес (США)             |
| 1976 | Панагис Лирас (Греция)              |
| 1977 | Чон Мён Хи (Южная Корея)            |
| 1978 | Энрике Граф (Уругвай)               |
| 1979 | Мариоара Трифан (США)               |
| 1980 | Первая премия не присуждена         |
| 1981 | Борис Слуцкий (без гражданства)     |
| 1982 | Первая премия не присуждена         |
| 1983 | Александр Кузьмин (без гражданства) |
| 1984 | Анджела Ченг (Канада)               |
| 1985 | Джеффри Бигел (США)                 |
| 1986 | Артур Грин (США)                    |
| 1987 | Первая премия не присуждена         |
| 1988 | Первая премия не присуждена         |
| 1989 | Пайк Хе Сун (Южная Корея)           |
| 1990 | Кристофер Тейлор (США)              |
| 1992 | Первая премия не присуждена         |
| 1994 | Марк Андерсон (США)                 |
| 1996 | Эстер Будьярджо (Индонезия)         |
| 1998 | Андрей Поночевный (Белоруссия)      |
| 2003 | Нинг Ан (США)                       |
| 2007 | Софья Гуляк (Россия)                |